# Свети Никола (Попадия)
Вижте пояснителната страница за други значения на Свети Никола.
„Свети Никола (на македонска литературна норма: „Свети Никола“) е православна църква във велешкото село Попадия, централната част на Северна Македония. Храмът е част от Повардарската епархия на Македонската православна църква – Охридска архиепископия.
В църквата е запазена богата интериорна декорация от XIX век. В храма има рядък тип царски двери от XVII век, на които е изобразена сцената Въведение Богородично. От XVII век е и иконата Възнесение Христово.